# Leonardo Nemer Caldeira Brant
Leonardo Nemer Caldeira Brant, (né le 15 juillet 1966) est un juriste brésilien et spécialiste du droit international. Il est juge à la Cour internationale de Justice depuis le 4 novembre 2022. Il est également professeur à l'Université fédérale du Minas Gerais (UFMG) et fondateur du Centre de droit international (CEDIN), à Belo Horizonte.
Il est élu à la CIJ lors de l'élection spéciale de 2022 pour terminer le mandat d'Antônio Augusto Cançado Trindade, après son décès,.

## Éducation
Brant est diplômé de la Faculté de droit de l'Université fédérale du Minas Gerais, en 1991. La même année, il obtient un diplôme d'études avancées en droits de l'homme à l'Institut interaméricain des droits de l'homme. En 1993, il obtient une maîtrise en droit international à l'Université fédérale du Minas Gerais, avec la thèse « Le droit au développement comme droit de l'homme ».
De 1996 à 2000, Brant étudie à l'Université Paris X - Nanterre, France, où il obtient son doctorat en droit international avec la thèse "L'autorité de la chose jugée en Droit International Public". Il obtient également un Diplôme d'Etudes Avancées à l'Institut International des Droits de L'Homme, Strasbourg, France (1996) et un Diplôme d'Etudes Avancées au Programme d'Etudes des Nations Unies, Genève, Suisse (1997).

## Carrière
Brant commence comme professeur de droit international public et de droit pénal international à l'Université fédérale du Minas Gerais, à Belo Horizonte, au Brésil. De 2000 à 2021, il est également professeur titulaire de droit international public à l'Université pontificale catholique du Minas Gerais à Belo Horizonte.
De 2003 à 2004, il travaille comme conseiller juridique au Département juridique de la Cour internationale de justice (CIJ).
En 2005, Brant fonde le Centre brésilien de droit international (CEDIN), un centre de recherche spécialisé en droit international, droit humanitaire, droit pénal international et sécurité internationale.
Brant fonde également l'Annuaire brésilien de droit international en 2006. Il est le rédacteur en chef du périodique, qui est publié en plusieurs langues étrangères.
En 2007, Brant est professeur invité à l'Université Caen Basse-Normandie, France. et en 2009, est professeur invité à l'Institut des Hautes Études Internationales, enseignant à l'Université Panthéon Assas Paris II, France. La même année, il est Visiting Fellow au Lauterpacht Centre, Université de Cambridge, Royaume-Uni. Brant est également professeur invité à l'Université Paris-Ouest Nanterre la Défense, en 2013. 
En juin 2014, Brant est l'un des candidats proposé par le gouvernement brésilien pour le poste de juge à la Cour pénale internationale. Finalement, il n'est pas élu, mais sa compatriote brésilienne Sylvia Steiner est élue.
Lors de la 13e session de l’Assemblée des États parties au Statut de Rome de la Cour pénale internationale, du 8 au 17 décembre 2014 à New York et lors de la 19e session en 2020, Brant figure parmi les noms suggérés par le groupe national brésilien à la Cour permanente d'arbitrage (CPA),.
Brant est l'un des deux candidats brésiliens en lice pour l'élection des juges de la Cour internationale de justice en 2022. En octobre, il est élu juge en remplacement d'Antônio Augusto Cançado Trindade.